# 아스날 공장
국영 아스날 특수 계측 생산 기업(우크라이나어: Казе́нне підприє́мство спеціа́льного приладобудува́ння «Арсена́л») 혹은 아스날 공장은 우크라이나 키이우에 위치한 광학기기 및 광학 전자 시스템, 미사일 시스템과 탄약등을 생산하는 국영 기업이다.

## 역사
1750~1763년에 키이우의 페체르스크 요새의 포병 장비 제조 및 수리를 위해 목조 건물이 들어섰고, 이 공장을 윟나 정규직 근로자가 모집되었으며, 그 후 1764년에 아스날 공장이 세워졌고, 1798년 마무리 되었다.
1871년 부터 일반 시민들을 노동자로 받아들이기 시작했고, 20세기 초에는 약 800명이 이곳에서 일했으며, 아스날 공장은 도시에서 가장 큰 기업이었다. 공장에는 직원과 근로자들을 위한 주거용 건물, 자체 유치원, 학교, 도서관 및 무료 병원이 있었다. 또한 직업학교에서는 공장의 노동 관련 직업을 가르쳤다.
당시 아스날 공장은 총포, 포탄 및 수리된 포병 무기등을 제작하였으며, 페체르스크 요새의 포병과 도시 요새화에 사용되었다. 제1차 세계 대전이 시작되기도 전에 아스날 공장은 전 러시아 제국의 전략적, 방어적 중요성을 갖고 있었다.
소련이 수립된 후에도 이 공장은 군사적 지위를 유지했으며, 농업 장비, 도구 및 가정 용품 같은 민간 제품들을 소량 생산하기 시작했으며, 1941년 전쟁이 시작되면서 모든 장비와 약 3,000명의 전문가들이 우랄 지역으로 대피했다.

### 전후 기간
전쟁이 끝난후 아스날 공장에 전쟁배상금 명목으로 콘탁스 II과 드레스덴의 생산라인과 사람들을 이동시켰다. 이로 인해 1946년부터 군사용 광학, 광학 기계 및 광학 전자 장치 생산에 초점을 맞추었고, 1954년 중앙 설계국 아스날이 만들어졌다.
공장의 가장 유명한 민간 제품 중 하나는 사진 장비였으며 그 역사는 키이우 시리즈로부터 시작되었다. 키이우 2와 더불어 키이우 3은 칼자이스가 만든 콘탁스 II 시리즈의 복사본이었다. 대량 생산하기 전, 동독의 칼 자이스 예나가 생산하였으며, 나중에 모든 문서와 장비가 키이우로 옮겨지게 되어 생산이 시작되었다. 최초의 사본은 독일에서 만든 부품으로 조립되었다. 또한 교체 가능한 필름 카세세와 초점 셔터 "Salyut", "Salyut-S", "Kyiv-88"을 갖춘 모듈형 디자인의 SLR 중형 포맷(필름 폭 60mm) 카메라도 스웨덴의 핫셀블라드을 보고 설계되어 생산되었다.

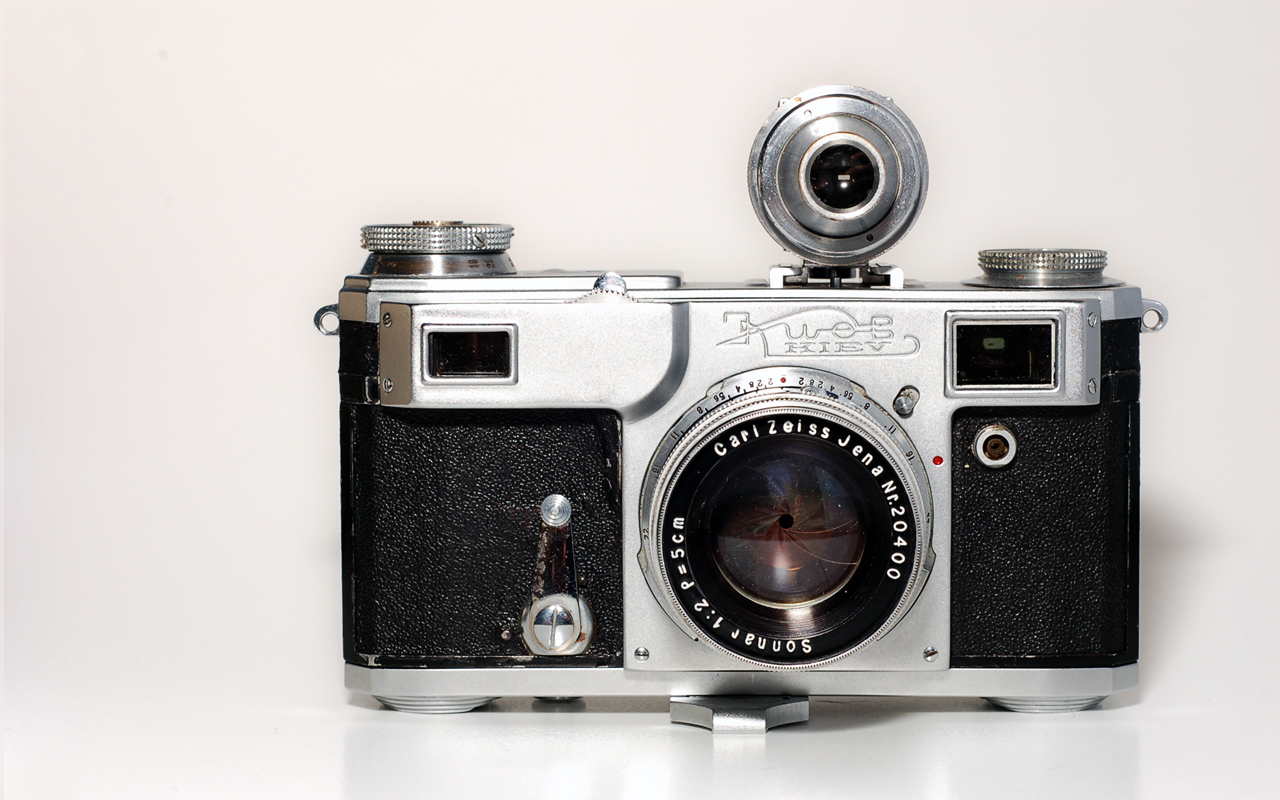
칼 자이스 예나 렌즈를 장착한 Kiev-2A 카메라, 1950년.

또한 아스날 공장에서는 실험실과 더불어 거친 자연 조건 모두에서 작동하도록 고안된 유도 시스템, 조준 장비, 원점 복귀, 관찰, 측정, 분석 및 사진 촬영 장치 등 군사 목적으로 제품을 개발 및 제조하였다.
구소련과 러시아의 모든 우주 발사에는 아스날 공장에서 생산한 광학-전자 유도 시스템이 되었다. 아스날 공장의 중요 성과는 1970년대에 만들어진 외부 시각적 환경의 복잡한 시뮬레이터로, 우주비행사의 지상 훈련 중에 우주선을 조종하고 제어하는 걸 시뮬레이션 한다. 이 시뮬레이터는 우주 비행사 훈련 센터 및 바이코누르 우주 기지에 있었다.
또한 미코얀 MiG-29 와 수호이 Su-30에 사용되는 사용되는 항공 헬멧 장착 표적 시스템을 생산하기도 했다.
토목 계측 분야에서는 GS-1L 각도 측정 시스템을 개발 및 양산했으며, 자체 생산한 레이저 자이로미터와 전자 컴퓨터 시스템을 사용하여 제작했다. 각도 측정의 높은 정확도로 인해 이 장치를 국가 각도 표준으로 사용할 수 있었다.
아스날 공장에서 만든 사진 장비는 보스토크 계획, 소유즈 우주선, 루나 계획, 존드 계획, 살류트 계획 및 우주 공간에서의 사진 촬영에 사용되었으며, 이 카메라로 찍은 사진들이 전세계 언론에 보도되었다.

### 우크라이나 독립 후
1990년대 후반에는 의료용 광전자 소자가 개발되어 대량생산되었다. TV 혈액분석기 AK-11은 11가지 혈액학적 지표를 고전적인 방법론으로 30~40분이 걸리는 것을 2~3분 안에 신속하게 진단할수 있게 되었다.
또한 아스날 공장에서는 LED를 기반으로 하는 도로 신호등 생산을 완료하였으며, 이 디자인은 최고의 신뢰성을 가지고 있으며, 에너지 소비를 줄임과 동시에 눈부심을 줄였으며, 작은 크기 및 높은 감도, 넓은 동적 측정 범위, 향상된 신뢰성의 로터 기반의 상업용 및 가정용 고정밀 가스 계량기를 생산하였으며, 동전 계수기 등도 생산하였다.

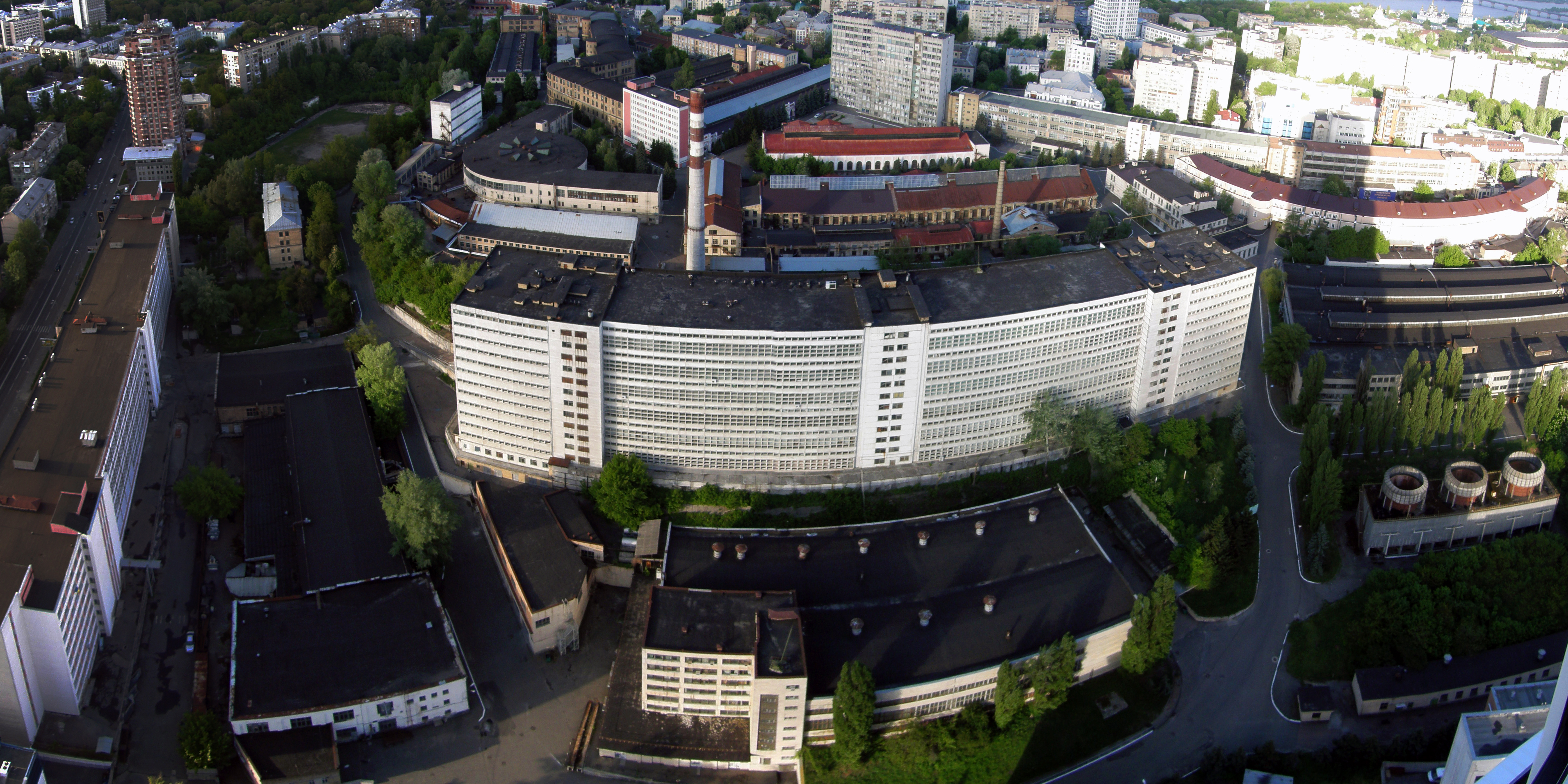
현재 아스날 공장 (파노라마)

2009년 11월 24일에는 내각 법령에 의해 아스날 공장과 설계국이 합병되었다. 이런 조직개편으로 현 국영 아스날 특수 계측 기업이 탄생하였고, 모든 직원들은 새 기업으로 이전되었다.